# Reimerp
Un reimerp (« premier » épelé à l'envers) est un nombre premier qui donne un nombre premier différent lorsqu'on inverse l'ordre de ses chiffres en base dix. Cette définition exclut donc les nombres premiers palindromes.
Les premiers reimerps sont 13, 17, 31, 37, 71, 73, 79, 97, 107, 113, 149, 157... (suite A006567 de l'OEIS)
Tous les nombres premiers permutables non palindromes sont des reimerps.
En 2003, un lycéen, Zachary Tong, a lancé un éphémère projet de calcul distribué des reimerps,.
Le plus grand reimerp connu en décembre 2007 était 1010 006 + 941 992 101 × 104 999 + 1, découvert par Jens Kruse Andersen.